# Telepathic Sonora
Telepathic Sonora es el cuarto álbum de la banda chilena Pánico. Fue lanzado el 2001 bajo el sello Sony BMG Music Entertainment.

## Canciones
1. Hola Telépata (0:11)
2. El Mambero (3:51)
3. El Choclo! (4:05)
4. Horizon (5:15)
5. Doble Visión (Atacama) (5:16)
6. Serpiente De Oro (4:35)
7. Dubanova (5:08)
8. Te Buscare (4:57)
9. Combo Corazón (4:29)
10. Telepathic sonora (3:41)
11. Olvidarte Nunca (3:34)
12. La Voz De La Calavera (4:32)
13. Sonido Sound (5:39)

- Datos: Q6140600